# Droga wojewódzka 358
Die Droga wojewódzka 358 (DW 358) ist eine 54 Kilometer lange Droga wojewódzka (Woiwodschaftsstraße) in der polnischen Woiwodschaft Niederschlesien, die die Droga wojewódzka 357 in Włosień Dolny (Niederheidersdorf ) mit der  DK 3 (Nationalstraße 3) in Szklarska Poręba Górna (Ober-Schreiberhau) verbindet. Die Strecke liegt im Powiat Lubański und im Powiat Lwówecki. Der Abschnitt zwischen Świeradów-Zdrój (Bad Flinsberg) und Szklarska Poręba Górna wurde 1935–37 als touristische Straße zur besseren Anbindung der Kurorte im Riesengebirge gebaut (→ Sudetenstraße). Zwischen Ulicko (Straßberg) und Orłowice (Ullersdorf) verläuft sie identisch mit der Droga wojewódzka 361.

## Streckenverlauf
Woiwodschaft Niederschlesien, Powiat Lubański
-  Włosień (Heidersdorf) (DW 357)
- Platerówka (Ober Linda)
- Przylasek
- Grabiszyce Dolne (Nieder Gerlachsheima)
- Smolnik (Schadewalde)
-  Leśna (Marklissa) (DW 393)
-  Świecie (Schwerta) (DW 360)
- Wola Sokołowska
- Pobiedna (Wigandsthal)

Woiwodschaft Niederschlesien, Powiat Lwówecki
-  Świeradów-Zdrój, Ulicko (Bad Flinsberg, Ortsteil Straßberg) (DW 361)
-  Mirsk, Orłowice (Friedeberg/Isergebirge, Ortsteil Ullersdorf) (DW 361)
-  Szklarska Poręba Górna (Ober-Schreiberhau) (DK 3)